# Кеш (Оклахома)
Кеш (англ. Cache) — місто (англ. city) в США, в окрузі Команчі штату Оклахома. Населення — 2930 осіб (2020).

## Географія
Кеш розташований за координатами 34°38′3″ пн. ш. 98°37′19″ зх. д. / 34.63417° пн. ш. 98.62194° зх. д. (34.634098, -98.621937).  За даними Бюро перепису населення США в 2010 році місто мало площу 9,14 км², з яких 9,10 км² — суходіл та 0,04 км² — водойми.

## Демографія
Згідно з переписом 2010 року, у місті мешкало 2796 осіб у 1037 домогосподарствах у складі 780 родин. Густота населення становила 306 осіб/км².  Було 1140 помешкань (125/км²).
Расовий склад населення:
| - 70,8 % — білих - 18,6 % — корінних американців - 2,5 % — чорних або афроамериканців - 0,4 % — азіатів - 0,3 % — вихідців з тихоокеанських островів |

До двох чи більше рас належало 6,5 %. Частка іспаномовних становила 6,1 % від усіх жителів.
За віковим діапазоном населення розподілялося таким чином: 29,3 % — особи молодші 18 років, 59,4 % — особи у віці 18—64 років, 11,3 % — особи у віці 65 років та старші. Медіана віку мешканця становила 33,2 року. На 100 осіб жіночої статі у місті припадало 95,8 чоловіків;  на 100 жінок у віці від 18 років та старших — 92,6 чоловіків також старших 18 років.
Середній дохід на одне домашнє господарство  становив 65 455 доларів США (медіана — 46 989), а середній дохід на одну сім'ю — 76 885 доларів (медіана — 59 167). Медіана доходів становила 56 184 долари для чоловіків та 35 260 доларів для жінок. За межею бідності перебувало 13,0 % осіб, у тому числі 19,8 % дітей у віці до 18 років та 8,4 % осіб у віці 65 років та старших.
Цивільне працевлаштоване населення становило 1244 особи. Основні галузі зайнятості: освіта, охорона здоров'я та соціальна допомога — 31,2 %, роздрібна торгівля — 12,9 %, публічна адміністрація — 12,1 %.